# Litzenteich
Koordinaten: 51° 15′ 32″ N, 14° 22′ 51″ O
Das Naturschutzgebiet Litzenteich (obersorbisch Łučinski hat) liegt im Landkreis Bautzen in Sachsen. Das Gebiet erstreckt sich nordwestlich des Kernortes der Gemeinde Radibor. Nördlich und östlich des Gebietes verläuft die K 7283, südlich die S 107 und westlich die B 96.

## Bedeutung
Das rund 29,3 ha große Gebiet mit der NSG-Nr. D 70 wurde im Jahr 1993 unter Naturschutz gestellt.